# Championnat d'Irlande du Nord de football 1964-1965
Navigation
Édition précédente Édition suivante
Le 63e Championnat d'Irlande du Nord de football se déroule en 1964-1965. Derry City FC remporte son premier et unique  titre de champion d’Irlande du Nord.
Coleraine FC est deuxième, Crusaders FC complète le podium. À la fin du classement, Cliftonville FC réalise une des plus mauvaises saisons de l’histoire du championnat avec seulement 2 points marqués et 100 buts encaissés en 22 matchs.
Avec 19 buts marqués chacun,  Kenny Halliday de Coleraine FC et Dennis Guy de glenavon FC se partagent  le titre de meilleur buteur de la compétition.

## Les 12 clubs participants
- Ards Football Club
- Bangor Football Club
- Ballymena United Football Club
- Cliftonville Football Club
- Coleraine Football Club
- Crusaders Football Club
- Derry City Football Club
- Distillery Football Club
- Glenavon Football Club
- Glentoran Football Club
- Linfield Football Club
- Portadown Football Club

## Compétition

### Classement
Le classement est établi sur le barème de points classique (victoire à 2 points, match nul à 1, défaite à 0).
| Rang | Équipe           | Pts | J  | G  | N | P  | Bp | Bc  | Diff |
| ---- | ---------------- | --- | -- | -- | - | -- | -- | --- | ---- |
| 1    | Derry City FC    | 35  | 22 | 15 | 2 | 2  | 62 | 32  | +30  |
| 2    | Coleraine FC     | 30  | 22 | 13 | 4 | 5  | 54 | 26  | +28  |
| 3    | Crusaders FC     | 29  | 22 | 11 | 5 | 6  | 46 | 32  | +14  |
| 4    | Glenavon FC      | 28  | 22 | 12 | 2 | 8  | 61 | 35  | +26  |
| 5    | Linfield FC      | 25  | 22 | 10 | 5 | 7  | 54 | 40  | +14  |
| 6    | Ballymena United | 25  | 22 | 10 | 5 | 7  | 50 | 44  | +6   |
| 7    | Glentoran FC     | 24  | 22 | 9  | 6 | 7  | 33 | 38  | -5   |
| 8    | Bangor FC        | 18  | 22 | 7  | 4 | 11 | 42 | 44  | -2   |
| 9    | Distillery FC    | 18  | 22 | 8  | 2 | 12 | 41 | 44  | -3   |
| 10   | Portadown FC     | 18  | 22 | 5  | 8 | 9  | 33 | 37  | -4   |
| 11   | Ards FC          | 16  | 22 | 5  | 6 | 11 | 34 | 55  | -21  |
| 12   | Cliftonville FC  | 2   | 22 | 1  | 0 | 21 | 17 | 100 | -83  |

|  | Champion d'Irlande du Nord |
|  | Relégation                 |

## Bilan de la saison
| Tableau d'Honneur                         |               |
| Compétition                               | Vainqueur     |
| Championnat d'Irlande du Nord de football | Derry City FC |
| Coupe d'Irlande du Nord de football       | Coleraine FC  |

| Promotions et relégations |       |
| Relégués                  | Aucun |
| Promus                    | Aucun |

## Statistiques

### Meilleur buteur
- Kenny Halliday, Coleraine FC 19 buts
- Dennis Guy, Glenavon FC 19 buts